# گاهی برمی‌گردند... دوباره
گاهی برمی‌گردند… دوباره (به انگلیسی: Sometimes They Come Back... Again) فیلمی محصول سال ۱۹۹۶ و به کارگردانی آدام گروسمن است. در این فیلم بازیگرانی همچون مایکل گروس، آلکسیس آرکت، هیلاری سوانک، جنیفر الیز کوکس، دابلیو. مورگان شپارد و جنیفر آسپن ایفای نقش کرده‌اند.